# Cloeon tasmaniae
Cloeon tasmaniae is een haft uit de familie Baetidae. De wetenschappelijke naam van de soort is voor het eerst geldig gepubliceerd in 1936 door Tillyard.
De soort komt voor in het Australaziatisch gebied.